# 村田川

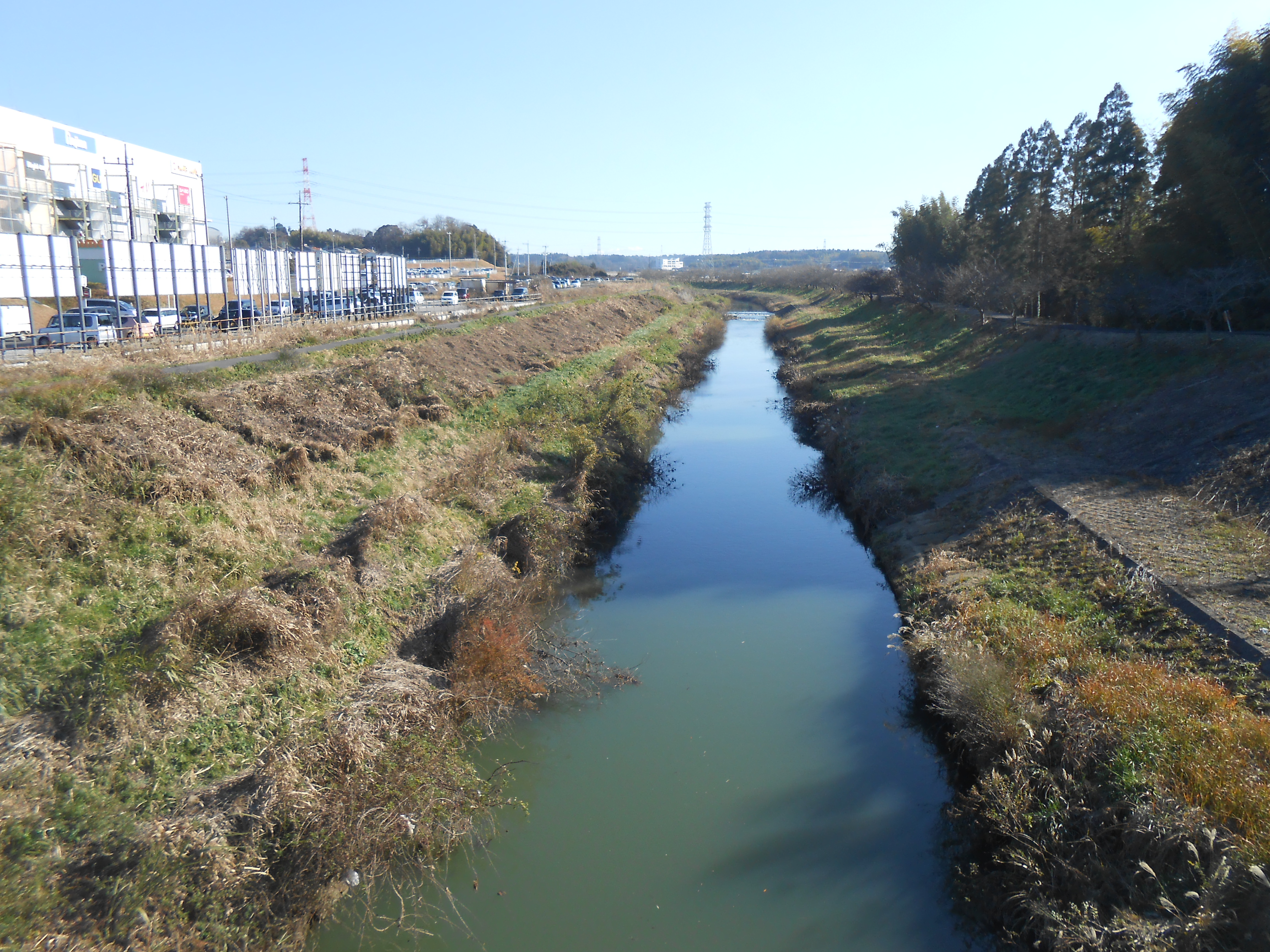
ショッピングセンター「ユニモちはら台」（向かって左）付近を流れる村田川。向かって右は「潤井戸」地区。新橋から撮影。

村田川（むらたがわ）は、千葉県の主に市原市北部・千葉市緑区を流れる二級河川である。

## 地理
千葉県茂原市・長生郡長柄町境の長柄ふる里村付近に源を発し、北流して市原市・千葉市に入り緑区大木戸町付近で方向を西に転じ、再び市原市の高田地区に流入。草刈、古市場を経て、八幡海岸の埋立地で東京湾に注ぐ。

## 支流
- 瀬又川
- 支川村田川
- 神崎川

## 治水
2009年4月、市原市『村田川洪水ハザードマップ（洪水避難地図）』および千葉市『村田川浸水想定図（洪水ハザードマップ）』が発行された。千葉県による河川整備基本方針は策定されていない。
2019年10月25日、豪雨により本流と支流の神崎川で氾濫が発生した。